# Эллсберг, Даниэль
Даниэль Эллсберг (англ. Daniel Ellsberg; 7 апреля 1931[…], Чикаго, Иллинойс — 16 июня 2023, Кенсингтон, Калифорния) — американский военный аналитик и сотрудник корпорации «RAND», в 1971 году передавший прессе секретный сборник «Американо-вьетнамские отношения, 1945—1967: Исследование», в дальнейшем известный как «Документы Пентагона». Содержащаяся в нём информация раскрывала неприятную для высшего руководства США информацию о войне во Вьетнаме и её предыстории.

## Биография
Родился в Чикаго, в еврейской семье: ещё до его рождения родители стали приверженцами Христианской науки. В детстве проявлял талант к игре на пианино. Мать Даниэля, Адель Эллсберг, всячески поощряла музыкальное развитие сына, но он перестал играть после её гибели в автокатастрофе, произошедшей в 1946 году по вине заснувшего за рулём отца Даниэля.
После окончания средней школы Даниэль Эллсберг выиграл стипендию в Гарвардском университете. Он закончил его с отличием в 1952 году со степенью бакалавра в области экономики. В течение одного года по стипендии имени Вудро Вильсона продолжал обучение в Кембриджском университете.
В 1954 году был призван в армию, служил в морской пехоте. В 1957 году был демобилизован в звании старшего лейтенанта.
В 1959 году поступил на работу в корпорацию «RAND», где занимался вопросами ядерной стратегии. В 1961 году первым описал эффект неоднозначности («парадокс Эллсберга»). В 1962 году за свою диссертацию, связанную с теорией принятия решений, был удостоен степени доктора философии в Гарвардском университете.
В 1964 году Эллсберга направили в Южный Вьетнам. Там он занимал должность старшего офицера связи при посольстве США в Сайгоне. Во Вьетнаме Эллсберг находился в течение двух лет.
После возвращения в США Даниэль Эллсберг продолжил работу в RAND’е. С 1967 по 1968 год он участвовал в подготовке секретного доклада «Американо-вьетнамские отношения, 1945—1967: Исследование», который был заказан министром обороны США Робертом Макнамара. Во время работы над докладом отношение Эллсберга к войне во Вьетнаме стало резко критическим. С 1969 года он начал посещать антивоенные митинги. В это же время он приступил к копированию секретного доклада, всего успел скопировать примерно 7000 страниц. Эллсберг начал предпринимать попытки передать копии доклада антивоенно настроенным конгрессменам и сенаторам. Когда это не удалось, он передал их в газету «Нью-Йорк Таймс», где они были опубликованы 13 июня 1971 года.
Даниэль Эллсберг был арестован и предан суду. Ему грозило до 115 лет тюремного заключения, но методы сбора доказательств, явно нарушающие права человека (прослушка телефона, незаконные обыски и др.) спровоцировали широкое движение общественной поддержки. Даниэль Эллсберг был оправдан.
После прекращения судебного разбирательства и увольнения из RAND Даниэль Эллсберг читал лекции. В 2002 году он выпустил книгу мемуаров «A Memoir of Vietnam and the Pentagon Papers». С началом Иракской войны Эллсберг вновь занялся антивоенной деятельностью, и даже был арестован во время одного из митингов, проходившего неподалёку от ранчо Джорджа Буша. В 2009 году о жизни Эллсберга был снят документальный фильм «Самый опасный человек в Америке: Даниэль Эллсберг и документы Пентагона», который был номинирован на получение кинопремии «Оскар» в категории «Лучший документальный полнометражный фильм».
Даниэль Эллсберг активно выступал в поддержку Джулиана Ассанжа и деятельности сайта WikiLeaks.
Секретный сборник (Бумаги Пентагона) был полностью рассекречен через 40 лет после утечки, в 2011 году.
В 2017 году вышел художественный фильм «Секретное досье» режиссёра Стивена Спилберга, рассказывающий о работе журналистов газет The New York Times и The Washington Post в те дни, когда они опубликовали часть материалов из документов Пентагона, и когда Даниэль Эллсберг передал досье своему бывшему коллеге из RAND — репортёру The Washington Post.
Умер 16 июня 2023 года в своём доме в Кенсингтоне, Калифорния.